# 1105 Fragaria
1105 Fragaria este un asteroid din centura principală, descoperit pe 1 ianuarie 1929, de Karl Reinmuth.